# Envejecimiento insignificante

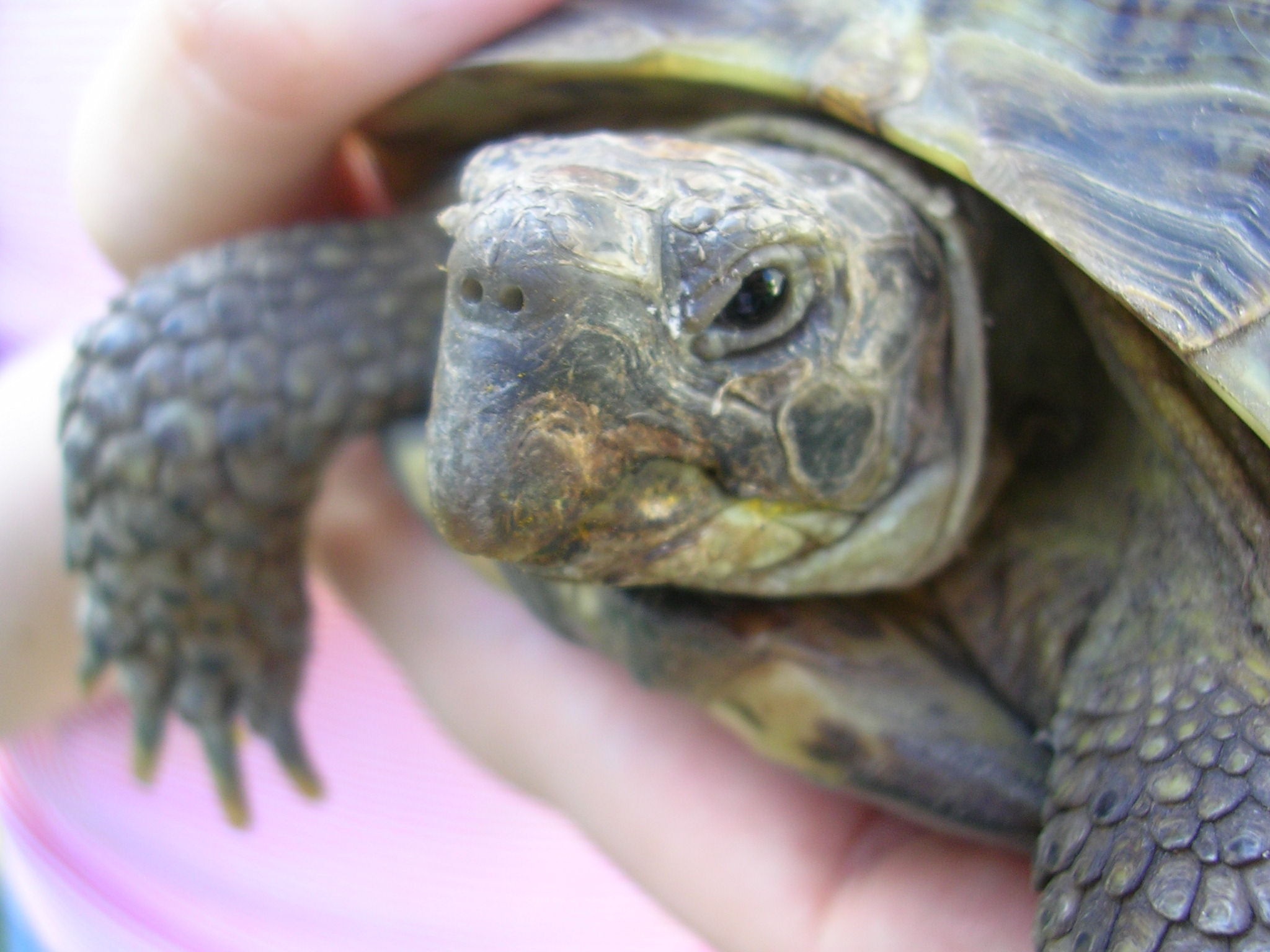
Algunas tortugas presentan envejecimiento insignificante.

El envejecimiento insignificante o senescencia insignificante es un término que denota a los organismos que no muestran signos evidentes de envejecimiento biológico o senescencia tales como reducciones en su capacidad reproductiva, declive funcional  o aumento de las tasa de mortalidad con la edad. Hay especies en las que los científicos no han observado ningún aumento de la mortalidad tras la madurez. Las tortugas, por ejemplo, aparentemente no tenían senescencia, pero observaciones más extensas encontraron pruebas de una disminución de la aptitud con la edad.
El estudio del envejecimiento insignificante en animales puede aportar pistas que conduzcan a una mejor comprensión del proceso de envejecimiento humano e influir en las teorías gerontológicas del envejecimiento.
También existen organismos que han mostrado envejecimiento negativo, en la que la mortalidad disminuye cronológicamente a medida que el organismo envejece, durante todo o parte del ciclo de vida, en desacuerdo con la ley de mortalidad de Gompertz-Makeham. Además, hay especies que han retrocedido a un estadio larvario y han vuelto a convertirse en adultos varias veces, como Turritopsis dohrnii, lo que en teoría les confiere inmortalidad biológica.
Los estudios han indicado una conexión entre los fenómenos relacionados con el envejecimiento insignificante y la estabilidad general del genoma de un organismo a lo largo de su vida, contraria a la inestabilidad genómica.

## En animales
Se considera que algunos peces, como algunas variedades de esturión, así como algunas tortugas poseen una tasa insignificante de envejecimiento, aunque investigaciones recientes sobre tortugas han descubierto indicios de senescencia en la naturaleza salvaje.
En 2018, las ratas topo desnudas fueron identificadas como los primeros mamíferos en desafiar la ley de mortalidad de Gompertz-Makeham y alcanzar un envejecimiento insignificante. Se ha especulado, sin embargo, que esto puede ser simplemente un efecto de "alargamiento del tiempo", debido principalmente a su metabolismo muy lento (y de sangre fría, metabolismo hipóxico).
Algunos organismos muy raros, como los tardígrados, suelen tener una vida corta, pero son capaces de sobrevivir miles de años y, por tanto, tal vez indefinidamente si entran en estado de criptobiosis, por el que su metabolismo se suspende de forma reversible.[cita requerida]
Otros organismos como Turritopsis nutricula y las hidras son consideradas biológicamente inmortales.[cita requerida]

## En plantas
En las plantas, los álamos son un ejemplo de organismos vegetales con envejecimiento insignificante. Cada árbol individual puede vivir entre 40 y 150 años en la superficie, pero el sistema radicular de la colonia clonal es mucho más longevo. En algunos casos esto ocurre durante miles de años, generando nuevos troncos a medida que los más viejos mueren en la superficie. Se calcula que una de estas colonias de Utah, apodada como «Pando», tiene 80.000 años, lo que la convierte posiblemente en la colonia de álamos viva más antigua.
El organismo vegetal vivo no clonal más antiguo conocido del mundo fue un árbol de la especie Pinus longaeva de casi 5 mil años nombrado Matusalén, ubicado en lo alto de las Montañas Blancas del condado de Inyo, al este de California, Estados Unidos. Este registro fue sustituido en 2012 por otro pino silvestre de la Gran Cuenca situado en la misma región que Matusalén, y cuya edad se estimó en 5062 años. El árbol fue documentado por Edmund Schulman y fechado por Tom Harlan.

## En bacterias
En las bacterias, los organismos individuales son vulnerables y pueden morir fácilmente, pero a nivel de colonia las bacterias pueden vivir indefinidamente. Las dos bacterias hijas resultantes de la división celular de una bacteria madre pueden considerarse individuos únicos o miembros de una colonia biológicamente "inmortal". Las dos células hijas pueden considerarse copias "rejuvenecidas" de la célula madre porque las macromoléculas dañadas se han repartido entre las dos células y se han reducido.

## Vida útil máxima
Algunos ejemplos de la máxima duración de vida observada en animales considerados insignificantemente senescentes son:
| Sebastes aleutianus         | 205 años                                       |
| Aldabrachelys gigantea      | 255 años                                       |
| Nephropidae                 | 100+ años (presuntos)                          |
| Hydra                       | Se ha observado que es biológicamente inmortal |
| Planaria                    | Se ha observado que es biológicamente inmortal |
| Actiniaria                  | 60-80 años (generalmente)                      |
| Erizo de mar rojo           | 200 años                                       |
| Margaritifera margaritifera | 210–250 años                                   |
| Arctica islandica           | 507 años                                       |
| Somniosus microcephalus     | 400 años                                       |